# Supergirl (televisieserie)
Supergirl is een Amerikaanse superheldenserie, ontwikkeld door Ali Adler, Greg Berlanti en Andrew Kreisberg. De serie is gebaseerd op het personage Supergirl van DC Comics. Supergirl is een gekostumeerde superheldin en de nicht van Superman en een van de laatst overlevende Kryptonianen. De serie werd oorspronkelijk uitgezonden op het netwerk CBS, maar dit werd overgeplaatst naar The CW. De serie is ook te bekijken op Netflix.

## Rolverdeling
| Acteur            | Personage                              |
| ----------------- | -------------------------------------- |
| Melissa Benoist   | Kara Zor-El / Kara Danvers / Supergirl |
| Mehcad Brooks     | James Olsen / Guardian                 |
| Chyler Leigh      | Alex Danvers                           |
| Jeremy Jordan     | Winslow, Winn, Schott Jr.              |
| David Harewood    | J'onn J'onzz                           |
| Calista Flockhart | Cat Grant                              |
| Chris Wood        | Mon-El                                 |
| Floriana Lima     | Maggie Sawyer                          |
| Katie McGrath     | Lena Luthor                            |
| Odette Annable    | Samatha Arias / Reign                  |

## Afleveringen

### Seizoen 1
| Nr. | Titel aflevering                    | Regisseur        | Geschreven door                            | Releasedatum     |
| --- | ----------------------------------- | ---------------- | ------------------------------------------ | ---------------- |
| 1   | Pilot                               | Glen Winter      | Greg Berlanti, Ali Adler, Andrwe Kreisberg | 26 oktober 2015  |
| 2   | Stronger Together                   | Glen Winter      | Greg Berlanti, Andrwe Kreisberg            | 2 november 2015  |
| 3   | Fight or Flight                     | Dermott Downs    | Michael Grassi, Rachel Shukert             | 9 november 2015  |
| 4   | Livewire                            | Kevin Tancharoen | Roberto Aguirre-Sacasa, Caitlin Parrish    | 16 november 2015 |
| 5   | How Does She Do It?                 | Thor Freudenthal | Yahlin Chang, Ted Sullivan                 | 23 november 2015 |
| 6   | Red Faced                           | Jesse Warn       | Michael Grassi, Rachel Shukert             | 30 november 2015 |
| 7   | Human For a Day                     | Larry Teng       | Yahlin Chang, Ted Sullivan                 | 7 december 2015  |
| 8   | Hostile Takeover                    | Karen Gaviola    | Roberto Aguirre-Sacasa, Caitlin Parrish    | 14 december 2015 |
| 9   | Blood Bonds                         |                  |                                            | 4 januari 2016   |
| 10  | Childish Things                     |                  |                                            | 18 januari 2016  |
| 11  | Strange Visitor from Another Planet |                  |                                            | 25 januari 2016  |
| 12  | Bizarro                             |                  |                                            | 1 februari 2016  |
| 13  | For the Girl Who Has Everything     |                  |                                            | 8 februari 2016  |
| 14  | Truth, Justice and the American Way |                  |                                            | 22 februari 2016 |
| 15  | Soltitude                           |                  |                                            | 29 februari 2016 |
| 16  | Falling                             |                  |                                            | 14 maart 2016    |
| 17  | Manhunter                           |                  |                                            | 21 maart 2016    |
| 18  | Worlds Finest                       |                  |                                            | 28 maart 2016    |
| 19  | Myriad                              |                  |                                            | 11 april 2016    |
| 20  | Better Angels                       |                  |                                            | 18 april 2016    |

### Seizoen 2
| Nr. | Titel aflevering             | Regisseur | Geschreven door | Releasedatum     |
| --- | ---------------------------- | --------- | --------------- | ---------------- |
| 21  | The Adventures of Supergirl  |           |                 | 10 oktober 2016  |
| 22  | The Last Children of Krypton |           |                 | 17 oktober 2016  |
| 23  | Welcome to Earth             |           |                 | 24 oktober 2016  |
| 24  | Survivors                    |           |                 | 31 oktober 2016  |
| 25  | Crossfire                    |           |                 | 7 november 2016  |
| 26  | Changing                     |           |                 | 14 november 2016 |
| 27  | The Darkest Place            |           |                 | 21 november 2016 |
| 28  | Medusa                       |           |                 | 28 november 2016 |
| 29  | Supergirl Lives              |           |                 | 23 januari 2017  |
| 30  | We Can Be Heroes             |           |                 | 30 januari 2017  |
| 31  | The Martian Chronicles       |           |                 | 6 februari 2017  |
| 32  | Luthors                      |           |                 | 13 februari 2017 |
| 33  | Mr. & Mrs. Mxyzptlk          |           |                 | 20 februari 2017 |
| 34  | Homecoming                   |           |                 | 27 februari 2017 |
| 35  | Exodus                       |           |                 | 6 maart 2017     |
| 36  | Star-Crossed                 |           |                 | 20 maart 2017    |
| 37  | Distant Sun                  |           |                 | 27 maart 2017    |
| 38  | Ace Reporter                 |           |                 | 24 april 2017    |
| 39  | Alex                         |           |                 | 1 mei 2017       |
| 40  | City of Lost Children        |           |                 | 8 mei 2017       |
| 41  | Resist                       |           |                 | 15 mei 2017      |
| 42  | Nevertheless, She Persisted  |           |                 | 22 mei 2017      |

### Seizoen 3
| Nr. | Titel aflevering          | Regisseur | Geschreven door | Releasedatum     |
| --- | ------------------------- | --------- | --------------- | ---------------- |
| 43  | Girl of Steel             |           |                 | 9 oktober 2017   |
| 44  | Triggers                  |           |                 | 16 oktober 2017  |
| 45  | Far from the Tree         |           |                 | 23 oktober 2017  |
| 46  | The Faithful              |           |                 | 30 oktober 2017  |
| 47  | Damage                    |           |                 | 6 november 2017  |
| 48  | Midvale                   |           |                 | 13 november 2017 |
| 49  | Wake Up                   |           |                 | 20 november 2017 |
| 50  | Crisis on Earth X, Part 1 |           |                 | 27 november 2017 |
| 51  | Reign                     |           |                 | 4 december 2017  |
| 52  | Legion of Super-Heroes    |           |                 | 15 januari 2018  |
| 53  | Fort Rozz                 |           |                 | 22 januari 2018  |
| 54  | For Good                  |           |                 | 29 januari 2018  |
| 55  | Both Sides Now            |           |                 | 5 februari 2018  |
| 56  | Schott Through the Heart  |           |                 | 16 april 2018    |
| 57  | In Search of Lost Time    |           |                 | 23 april 2018    |
| 58  | Of Two Minds              |           |                 | 30 april 2018    |
| 59  | Trinity                   |           |                 | 7 mei 2018       |
| 60  | Shelter from the Storm    |           |                 | 14 mei 2018      |
| 61  | The Fanatical             |           |                 | 21 mei 2018      |
| 62  | Dark Side of the Moon     |           |                 | 28 mei 2018      |
| 63  | Not Kansas                |           |                 | 4 juni 2018      |
| 64  | Make It Reign             |           |                 | 11 juni 2018     |
| 65  | Battles Lost and Won      |           |                 | 18 juni 2018     |

### Seizoen 4
| Nr. | Titel aflevering                                           | Regisseur | Geschreven door | Releasedatum     |
| --- | ---------------------------------------------------------- | --------- | --------------- | ---------------- |
| 66  | America Alien                                              |           |                 | 16 oktober 2018  |
| 67  | Fallout                                                    |           |                 | 21 oktober 2018  |
| 68  | Man of Steel                                               |           |                 | 28 oktober 2018  |
| 69  | Ahimsa                                                     |           |                 | 4 november 2018  |
| 70  | Parrasite Lost                                             |           |                 | 11 november 2018 |
| 71  | Call of Action                                             |           |                 | 18 november 2018 |
| 72  | Rather the Fallen Angel                                    |           |                 | 25 november 2018 |
| 73  | Bunker Hill                                                |           |                 | 2 december 2018  |
| 74  | Elseworlds: Hour Three                                     |           |                 | 11 december 2018 |
| 75  | Suspicious Minds                                           |           |                 | 20 januari 2019  |
| 76  | Blood Memory                                               |           |                 | 27 januari 2019  |
| 77  | Menagerie                                                  |           |                 | 17 februari 2019 |
| 78  | What's So Funny About Truth, Justice, and the American Way |           |                 | 24 februari 2019 |
| 79  | Stand and Deliver                                          |           |                 | 3 maart 2019     |
| 80  | O Brother, Where Art Thou?                                 |           |                 | 19 maart 2019    |
| 81  | The House of L                                             |           |                 | 26 maart 2019    |
| 82  | All About Eve                                              |           |                 | 2 april 2019     |
| 83  | Crime and Punishment                                       |           |                 | 23 april 2019    |
| 84  | American Dreamer                                           |           |                 | 30 april 2019    |
| 85  | Will The Real Miss Tessmacher Please Stand Up?             |           |                 | 7 mei 2019       |
| 86  | Red Dawn                                                   |           |                 | 14 mei 2019      |
| 87  | The Quest for Peace                                        |           |                 | 21 mei 2019      |

### Seizoen 5
| Nr. | Titel aflevering                   | Regisseur | Geschreven door | Releasedatum     |
| --- | ---------------------------------- | --------- | --------------- | ---------------- |
| 88  | Event Horizon                      |           |                 | 8 oktober 2019   |
| 89  | Stranger Beside Me                 |           |                 | 15 oktober 2019  |
| 90  | Blurred Lines                      |           |                 | 22 oktober 2019  |
| 91  | In Plain Sight                     |           |                 | 29 oktober 2019  |
| 92  | Dangerous Liaisons                 |           |                 | 5 november 2019  |
| 93  | Confidence Women                   |           |                 | 12 november 2019 |
| 94  | Tremors                            |           |                 | 19 november 2019 |
| 95  | The Wrath of Rama Khan             |           |                 | 2 december 2019  |
| 96  | Crisis on Infinite Earth: Hour One |           |                 | 9 december 2019  |
| 97  | The Bottle Episode                 |           |                 |                  |
| 98  | Back From the Future - Part One    |           |                 |                  |
| 99  | Back From the Future - Part Two    |           |                 |                  |
| 100 | It’s A Super Life                  |           |                 |                  |
| 101 | The Bodyguard                      |           |                 |                  |
| 102 | Reality Bytes                      |           |                 |                  |
| 103 | Alex In Wonderland                 |           |                 |                  |
| 104 | Deus Lex Machina                   |           |                 |                  |
| 105 | The Missing Link                   |           |                 |                  |
| 106 | Immortal Kombat                    |           |                 |                  |